# Peter Keller (Autor)

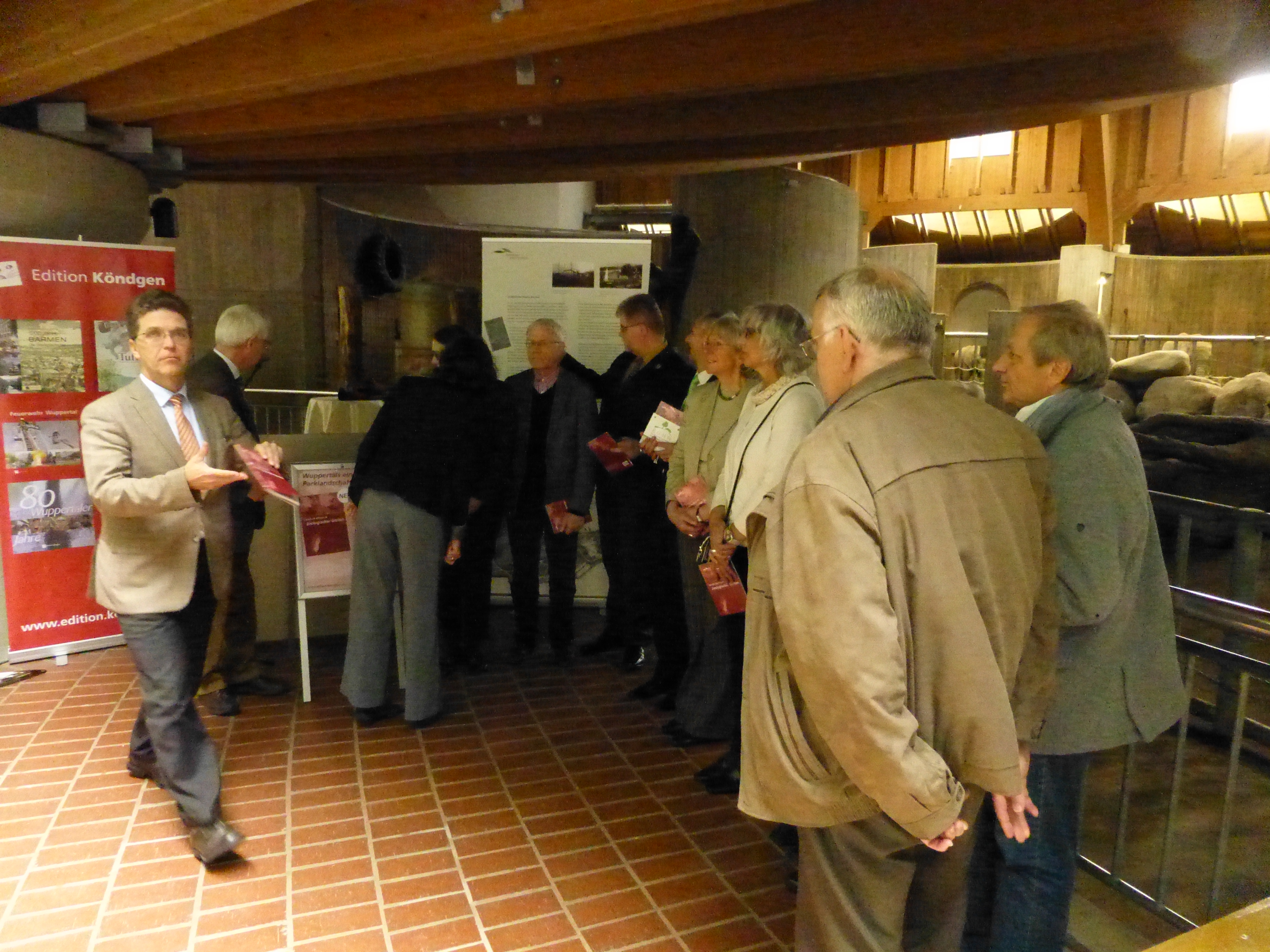
Peter Keller (ganz rechts) bei der Präsentation eines Bandes aus der Reihe „Wuppertals grüne Anlagen“: „Landschaftspark Zoologischer Garten“, bei dem er Mitautor war (September 2013)

Peter Keller (* 20. August 1954 in Wuppertal; † 7. Oktober 2014) war ein deutscher Sporthistoriker und Autor.

## Werdegang
Keller wurde im Wuppertaler Stadtteil Ronsdorf geboren und widmete sich in jungen Jahren als Hammerwerfer der Leichtathletik beim DT Ronsdorf 1860 (Bestleistung: 43,78 m am 28. Juli 1974). Zeit seines Lebens sportinteressiert, veröffentlichte er Beiträge zur Wuppertaler Sportgeschichte, insbesondere zum Wuppertaler SV und als Co-Autor eine Biografie über den Fußballspieler Horst Szymaniak.
Beruflich arbeitete er zunächst als Verwaltungsfachangestellter, später als Beamter in der Wuppertaler Stadtverwaltung, bei der er am 1. August 1971 die Verwaltungslaufbahn einschlug. Nach Stationen in der Wohngeldabteilung des Amts für Bauförderung und als stellvertretender Leiter der Kfz-Zulassungsstelle wechselte er 1992 zum Wuppertaler Sportamt, dessen stellvertretender Leiter er seit 1995 war. Von Dezember 2004 bis zu seinem krankheitsbedingten Tod im Oktober 2014 leitete er den Stadtbetrieb Sport und Bäder seiner Heimatstadt Wuppertal. Er erwarb sich durch sein Engagement für die lokalen Sportvereine und durch die Durchführung und Unterstützung von Sportveranstaltungen einen guten Ruf. So fanden zahlreiche U-Länderspiele der deutschen Nationalmannschaft aufgrund seines Engagements im Wuppertaler Stadion am Zoo statt. Unter seiner Leitung fand die umfangreiche Sanierung der Schwimmoper statt.
Ab 1980 setzte sich der zuletzt im Cronenberger Ortsteil Sudberg wohnhafte Keller als stellvertretender Personalratsvorsitzender für die Belange der städtischen Mitarbeiter ein. Darüber hinaus war er über mehrere Jahrzehnte ehrenamtlich, u. a. als stellvertretender Landesvorsitzender, für die Gewerkschaft komba aktiv.

## Schriften
- Peter Keller: Wuppertal in den 1960er-Jahren. Sutton, Erfurt 2001, ISBN 978-3-95400-263-4.
- Peter Keller, Otto Krschak: Wuppertaler SV. Sutton, Erfurt 2001, ISBN 3-89702-326-1.
- Peter Keller, Otto Krschak: Horst Szymaniak. Wuppertaler Fußball-Legende. Sutton, Erfurt 2001, ISBN 978-3-86680-656-6.
- Peter Keller: Wuppertal am Ball. Amateurfußball 1945 bis 1975. Sutton, Erfurt 2001, ISBN 978-3-86680-167-7.
- Peter Keller: Wuppertaler Stadien. Sutton, Erfurt 2003, ISBN 3-89702-539-6.
- Peter Keller: Wuppertaler Momente. Bilder von GA-Fotoreporter Herbert Vesper. Sutton, Erfurt 2004, ISBN 3-89702-773-9.
- Peter Keller, Bärbel Tückmantel: Wuppertaler Augenblicke. Bilder von GA-Fotoreporter Herbert Vesper. Sutton, Erfurt 2005, ISBN 3-89702-869-7.
- Peter Keller: 80 Jahre Wuppertal. Sutton, Erfurt 2007, ISBN 978-3-86680-167-7.
- Peter Keller: Wuppertal am Ball. Fußball im Tal 1929 bis 2009. Sutton, Erfurt 2010, ISBN 978-3-86680-433-3.
- Peter Keller: Wuppertaler SV. Die Bundesligajahre 1972 bis 1975. Sutton, Erfurt 2014, ISBN 978-3-95400-475-1.